# Joseph Dumont
Joseph Dumont (Croix, Frankrijk, 9 januari 1881 - Ruien, 9 maart 1945) was een Belgisch senator.

## Levensloop
Van beroep was Joseph Dumont aanvankelijk wever, gespecialiseerd in het weven van fijne weefsels.
Hij werd propagandist voor de Belgische Werkliedenpartij (BWP), bij de Belgische arbeiders in Noord-Frankrijk. Hij hielp er verschillende vakbonden oprichten. In Ronse werd hij nog voor de Eerste Wereldoorlog bestuurslid van de Socialistische Jonge Wacht en afgevaardigd bestuurder van de coöperatie SM De Verbroedering. Hij was ook redacteur van het gelijknamige blad, een socialistisch orgaan voor het arrondissement Oudenaarde. 
Van 1919 tot 1921 was Joseph Dumont plaatsvervangend Kamerlid. Hij werd in 1921 provinciaal socialistisch senator voor Oost-Vlaanderen en oefende dit mandaat uit tot in 1929.
In 1921 werd hij ook gemeenteraadslid van Ronse en van 1926 tot 1932 was hij schepen van Openbare Werken.  
Hij werd secretaris van de socialistische oud-strijders Ronse en beheerder van de Coöperatieve voor Oorlogsschade. Hij werd ook bestuurder van de lokale maatschappij voor arbeiderswoningen.